# قادر أباد (أيل تيمور)
قادر أباد (بالفارسية: قادرآباد) هي منطقة سكنية تقع في إيران في قسم أیل تیمور الريفي. يقدر عدد سكانها بـ 228 نسمة .